# Luis Wulff
Luis Wulff (* 14. März 2004 in München) ist ein deutscher Basketballspieler.

## Werdegang
Wulff kam in einer Arbeitsgemeinschaft in der Schule mit dem Basketballsport in Berührung und durchlief die Nachwuchsarbeit des FC Bayern München. Zeitweise spielte er erst beim FT Gern und dann beim FC Bayern auch Fußball. Im Basketball wurde Wulff mit den Münchnern viermal deutscher Jugendmeister (zweimal in der Altersklasse U14, je einmal in U16 und U19). Ab 2020 wurde er ebenfalls in der zweiten Herrenmannschaft des FCB in der 2. Bundesliga ProB eingesetzt, seinen Einstand in der Basketball-Bundesliga gab Wulff Anfang April 2022 beim Spiel des FC Bayern gegen Oldenburg.
Zur Spielzeit 2023/24 wechselte Wulff innerhalb der Bundesliga mittels Leihabkommen nach Crailsheim. Mit den Hohenlohern verfehlte er 2024 den Klassenerhalt in der Bundesliga.

### Nationalmannschaft
Im August 2019 nahm Wulff mit der deutschen U16-Nationalmannschaft an der in Italien ausgetragenen Europameisterschaft dieser Altersklasse teil. 2024 trat er mit Deutschland bei der U20-EM an.